# Constantino Heládico
Constantino Heládico ou Eládico (em grego: Κωνσταντῖνος ὁ Ἑλλαδικός/Ἐλαδικός; romaniz.: Konstantinos o Helladikós/Eladikos) foi um aristocrata bizantino que juntou-se a Constantino Ducas em sua tentativa falha para usurpar o trono em junho de 913. Após a morte de Ducas, Heládico foi açoitado e exibido através das ruas de Constantinopla sobre um burro, antes de ser confinado no Mosteiro Dálmato. Nada mais se sabe sobre ele. As fontes referem-se a ele como "patrício e monge", mas é incerto se já era monge antes da tentativa de golpe de Ducas ou se isso refere-se ao seu confinamento subsequente.